# Pancorius fasciatus
Pancorius fasciatus là một loài nhện trong họ Salticidae.
Loài này thuộc chi Pancorius. Pancorius fasciatus được Elizabeth Maria Gifford Peckham & George William Peckham miêu tả năm 1907.